# Бузина (присілок)
Бу́зина (рос. Бузина) — присілок у складі Ірбітського міського округу Свердловської області.
Населення — 61 особа (2010, 58 у 2002).
Національний склад населення станом на 2002 рік: росіяни — 98 %.